# Stenus providus
Stenus providus es una especie de escarabajo del género Stenus, familia Staphylinidae. Fue descrita científicamente por Erichson en 1839.
Habita en Reino Unido, Francia, Países Bajos, Suecia, Austria, Alemania, Luxemburgo, Bélgica, Italia, Estonia, Noruega, Rusia, Ucrania, Bielorrusia, Suiza, Dinamarca, España, Finlandia, Hungría, Polonia, Portugal y Rumania.